# 安克爾 (肯塔基州)
安克爾（英語：Anchor）是位於美國肯塔基州諾克斯縣的一個鬼鎮。

## 地理
安克爾所處的海拔為高於海平面413米（即1355英呎），而該地所採用的時區為UTC-5，即北美东部時區（EST）。同時該地設有夏令時間，為UTC-5調快一小時，即UTC-4（EDT）。